# Creoleon tenuatus
Creoleon tenuatus är en insektsart som först beskrevs av Fraser 1951.  Creoleon tenuatus ingår i släktet Creoleon och familjen myrlejonsländor. Inga underarter finns listade i Catalogue of Life.